# Municipio de Diana
El municipio de Diana (en inglés: Diana Township) es un municipio ubicado en el condado de Sanborn en el estado estadounidense de Dakota del Sur. En el año 2010 tenía una población de 52 habitantes y una densidad poblacional de 0,57 personas por km².

## Geografía
El municipio de Diana se encuentra ubicado en las coordenadas 43°58′24″N 97°54′5″O / 43.97333, -97.90139. Según la Oficina del Censo de los Estados Unidos, el municipio tiene una superficie total de 91.49 km², de la cual 91,45 km² corresponden a tierra firme y (0,05 %) 0,04 km² es agua.

## Demografía
Según el censo de 2010, había 52 personas residiendo en el municipio de Diana. La densidad de población era de 0,57 hab./km². De los 52 habitantes, el municipio de Diana estaba compuesto por el 100 % blancos. Del total de la población el 0 % eran hispanos o latinos de cualquier raza.